# 김승열
김승열(1983년 11월 15일~)은 대한민국의 배우이다.

## 출연작

### 영화
- 2011년 《수상한 고객들》무술팀
- 2011년 《위험한 상견례》무술팀
- 2010년 《이끼》발전차
- 2010년 《주유소 습격 사건 2》무술팀
- 2010년 《아빠가 여자를 좋아해》무술팀
- 2009년 《비상》무술팀
- 2008년 《무림여대생》무술팀
- 2007년 《화려한 휴가》무술팀
- 2007년 《동갑내기 과외하기 2》... 날으는 손님 역, 무술팀
- 2007년 《김관장 대 김관장 대 김관장》무술팀
- 2007년 《오래된 정원》무술팀
- 2006년 《해바라기》무술팀
- 2006년 《거룩한 계보》무술팀
- 2006년 《가문의 영광 3》공형진무술대
- 2006년 《청춘만화》스턴트
- 2006년 《썬데이 서울》무술팀
- 2006년 《싸움의 기술》... 비린내 역

### TV 드라마
- 2007년 KBS2 《아이 엠 샘》
- 2004년 KBS2 《울라불라 블루짱》

### 진행자
- 2005년 KMTV 《리빙룸쇼》